# Хаиль (город)
Ха́иль (араб. حائل‎) — город в Саудовской Аравии. Является административным центром одноимённого административного округа. Население — 310 897 человек (по оценке 2010 года).
В Хаиле есть свой университет.

## География и климат
Город находится в центральной части административного округа (провинции), в оазисе посреди пустыни Неджд, на высоте 988 м над уровнем моря. Бурайда находится на расстоянии 300 км на юго-восток, Эр-Рияд — 640 км на юго-восток, Медина — 400 км на юго-запад.
Климат весьма засушливый; летом осадков не бывает вообще.
| Показатель                                                   | Янв. | Фев. | Март | Апр. | Май | Июнь | Июль | Авг. | Сен. | Окт. | Нояб. | Дек. | Год  |
| ------------------------------------------------------------ | ---- | ---- | ---- | ---- | --- | ---- | ---- | ---- | ---- | ---- | ----- | ---- | ---- |
| Средний суточный максимум, °C                                | 17   | 19   | 24   | 28   | 33  | 38   | 38   | 40   | 37   | 33   | 24    | 17   | 29   |
| Средняя температура, °C                                      | 12   | 13   | 17   | 20   | 26  | 29   | 30   | 31   | 28   | 23   | 19    | 12   | 21,7 |
| Средний суточный минимум, °C                                 | 4    | 4    | 8    | 11   | 17  | 21   | 23   | 23   | 19   | 16   | 12    | 6    | 13,7 |
| Норма осадков, мм                                            | 9    | 8    | 6    | 11   | 7   | 0    | 0    | 0    | 0    | 11   | 22    | 3    | 77   |
| Источник: http://www.climatetemp.info/saudi-arabia/hail.html |      |      |      |      |     |      |      |      |      |      |       |      |      |

## История
Хаиль был центром владений династии Аль-Али из племени Шаммар. В 1836 власть над городом перешла к роду ар-Рашид из того же племени. Первый амир из династии ар-Рашид, Абдулла бин Рашид, достроил в городе дворец, ныне являющийся одной из местных достопримечательностей — Барзан (общая площадь, занимаемая дворцовым комплексом — 300 000 м²).
В отличие от местных суннитов или, тем более, ваххабитов, эмиры Аль-Рашиды терпимо относились к представителям других конфессий, в частности, к торговцам, среди которых было немало шиитов.

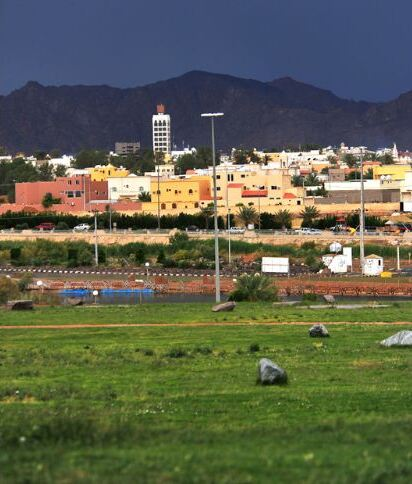
Общий вид города.

К 1891 году Хаиль был столицей большого государства, занимавшего собой значительную часть Аравии.
Строительство железной дороги в начале XX века (1908 год) Хиджазской железной дороги нанесло ущерб экономической жизни города, через который проходили караванные пути верблюдов.
В 1921 году саудовский король Абд аль-Азиз захватил Хаиль и сверг местную династию правителей.

## Население
Население города быстро растёт: если в 1992 году здесь проживало 176 757 человек, в 2004 — 267 005 человек, то в 2010 — 310 897 человек.

## Экономика
Основу местной экономики является оазисное земледелие. Здесь выращивают зерновые, финики и фрукты. До 60 % всей пшеницы Саудовской Аравии выращивается в районе Хаиля.

## Транспорт
Хаиль соединён с крупными городами страны, расположенными южнее, современной автотрассой. В городе есть аэропорт.